# Залог-при-Церклях
Залог-при-Церклях (словен. Zalog pri Cerkljah) — поселення в общині Церклє-на-Горенськем, Горенський регіон, Словенія. Висота над рівнем моря: 357,8 м.